# 주식이전교환제도
주식이전교환제도 (株式移轉 · 交換制度)란 A기업 주식을 B기업 주식으로 일괄 전환하는 방식으로 지주회사가 자회사 지분을 100% 확보하는데 필요한 제도다.